# Морская полиция: Спецотдел (сезон 1)
Список эпизодов первого сезона телевизионной драмы «Морская полиция: Спецотдел» (NCIS), который выходил в эфир в период с 23 сентября 2003 по 25 мая 2004 года. По существу в нём вводились персонажи, показывались их сильные стороны, навыки и слабые стороны. В нём также представили основного врага первых двух сезонов, Ари Хазвари.

## В ролях
| Имя                    | Исполнитель     | В ролях    | Повторяющийся персонаж |
| ---------------------- | --------------- | ---------- | ---------------------- |
| Лерой Джетро Гиббс     | Марк Хэрмон     | весь сезон | н/д                    |
| Кейтлин Тодд           | Саша Александр  | весь сезон | н/д                    |
| Энтони ДиНоззо         | Майкл Уэзерли   | весь сезон | н/д                    |
| Эбби Шуто              | Поли Перретт    | весь сезон | н/д                    |
| Дональд «Даки» Маллард | Дэвид Маккаллум | весь сезон | н/д                    |
| Джеральд Джексон       | Панчо Дэммингс  | н/д        | до 16 эпизода          |
| Тимоти МакГи           | Шон Мюррей      | н/д        | с 7 эпизода            |
| Джимми Палмер          | Брайан Дитцен   | н/д        | с 21 эпизода           |

## Эпизоды
| № | #  | Название                                   | Режиссёр              | Сценарист                                           | Дата показа в США | Зрители США (миллионы) |
| --- | -- | ------------------------------------------ | --------------------- | --------------------------------------------------- | ----------------- | ---------------------- |
| 1 | 1  | «Белый янки» «Yankee White»                | Дональд П. Беллисарио | Дональд П. Беллисарио и Дон Макгилл                 | 23 сентября 2003  | 13,03                  |
| Причиной вынужденной посадки самолёта президента становится смерть на борту морского офицера. Команда NCIS отправляется в Уичито, чтобы взять следствие в свои руки, но в ходе расследования агенты вынуждены объединиться с ФБР и Секретной службой. Работая со специальным агентом Секретной службы Кейтлин «Кейт» Тодд, команда NCIS должна выяснить, была ли смерть офицера естественной или нет. После окончания расследования Кейтлин Тодд подаёт в отставку, а Гиббс предлагает ей работать в NCIS.                                                                                           |    |                                            |                       |                                                     |                   |                        |
| 2 | 2  | «Подстава» «Hung out to Dry»               | Алан Леви             | Дон Макгилл                                         | 30 сентября 2003  | 12,08                  |
| Во время ночных учений погибает морской пехотинец. На первый взгляд, причиной этому являются изношенные стропы парашюта, но стандартное расследование обнаруживает, что смерть не была несчастным случаем. По ходу следствия Гиббс и Тодд понимают, что дела обстоят не так просто, как это могло показаться вначале. Тем временем Эбби пытается докопаться до сути происходящего, а ДиНоззо решается на прыжок с парашютом, чтобы добиться признания. |    |                                            |                       |                                                     |                   |                        |
| 3 | 3  | «Морской волк» «Seadog»                    | Брэдфорд Мэй          | Дональд П. Беллисарио и Джон Келли                  | 7 октября 2003    | 12                     |
| Убит один из командующих флота, казалось бы, во время вооружённой разборки наркодилеров. СМИ поспешили связать его личность с незаконным оборотом наркотиков. Гиббс отказывается верить в то, что жертва была замешана в чём-то противозаконном. Пытаясь восстановить доброе имя офицера, агенты спецотдела вмешиваются в борьбу за территорию между двумя соперничающими наркоторговцами и раскрывают план вывести из строя единую высоковольтную сеть. В расследовании команде NCIS помогают Управление по борьбе с наркотиками и специальный агент ФБР Тобиас Форнелл.                            |    |                                            |                       |                                                     |                   |                        |
| 4 | 4  | «Бессмертные» «The Immortals»              | Алан Леви             | Дарси Мейерс                                        | 14 октября 2003   | 11,70                  |
| Обнаружено тело утонувшего моряка в парадной форме, с церемониальным офицерским мечом и гирями, прикреплёнными с помощью цепей к его талии. Кейт отказывается верить в то, что юноша совершил самоубийство, поскольку также, как и она, он происходил из католической семьи. Эбби находит связь между командой корабля и ролевой игрой онлайн «Бессмертные». Теперь ей предстоит пройти игру от начала до конца, чтобы найти улики и помочь Гиббсу в раскрытии этого дела. |    |                                            |                       |                                                     |                   |                        |
| 5 | 5  | «Проклятие» «The Curse»                    | Терренс О’Хара        | Дональд П. Беллисарио, Дон Макгилл и Джефф Влэйминг | 28 октября 2003   | 13,5                   |
| Команда NCIS прибывает на место обнаружения мумифицированного тела лейтенанта, который, как полагают, скрылся почти десять лет тому назад с одним миллионом долларов из фонда ВМС. Подозрение в совершении кражи и последующего убийства падает на двух бывших сослуживцев покойного. Гиббс и Тони работают над расследованием убийства, в то время как Кейт занимается поиском пропавших денег. Эбби использует компьютерную реконструкцию, чтобы выудить признание у подозреваемого. |    |                                            |                       |                                                     |                   |                        |
| 6 | 6  | «Открытое море» «High Seas»                | Деннис Смит           | Ларри Московиц и Джефф Влэйминг                     | 4 ноября 2003     | 13,50                  |
| Один из агентов, работавших раньше под начальством Гиббса, расследует дело о смерти моряка от передозировки наркотиков. Однако он никогда не имел никаких зависимостей. Чтобы разгадать обстоятельства этой странной смерти, агенту понадобится помощь всей команды Морской Полиции. |    |                                            |                       |                                                     |                   |                        |
| 7 | 7  | «Операция „Субмарина“» «Sub Rosa»          | Майкл Зинберг         | Фрэнк Кардеа и Джордж Шенк                          | 18 ноября 2003    | 13,21                  |
| В бочке с кислотой найден полуразложившийся труп моряка-подводника. Однако сообщений о пропаже моряков ни с одной подводной лодки не поступало. Гиббс считает, что место погибшего занимает сам убийца. Агенты должны выяснить, кто этот самозванец и зачем он проник на подводную лодку. |    |                                            |                       |                                                     |                   |                        |
| 8 | 8  | «Минимальная охрана» «Minimum Security»    | Йен Тойнтон           | Дональд П. Беллисарио и Филип Дегуэре               | 25 ноября 2003    | 12,71                  |
| Возвращаясь из бухты Гуантанамо, неожиданно умирает военный переводчик. Команда Морской Полиции отправляется на Кубу, чтобы разобраться в обстоятельствах этой загадочной смерти. |    |                                            |                       |                                                     |                   |                        |
| 9 | 9  | «Гибель морского пехотинца» «Marine Down»  | Деннис Смит           | Джон Келли                                          | 16 декабря 2003   | 12,03                  |
| Вдова моряка получает звонок от своего погибшего мужа. Морская Полиция начинает расследование. Агенты решают эксгумировать тело погибшего мужа, чтобы раскрыть тайну этого загадочного звонка. |    |                                            |                       |                                                     |                   |                        |
| 10 | 10 | «Брошенные на смерть» «Left for Dead»      | Джеймс Уитмор-младший | Дональд П. Беллисарио и Дон Макгилл                 | 6 января 2004     | 14,6                   |
| Похороненной заживо женщине удаётся спастись и выбраться из могилы. Но у неё амнезия, и единственное, что она помнит, это то, что на одном из военных кораблей заложена бомба. Команда Морской Полиции пытается установить личность девушки и понимает, что не всё на самом деле так, как казалось на первый взгляд. |    |                                            |                       |                                                     |                   |                        |
| 11 | 11 | «Шпион» «Eye Spy»                          | Алан Леви             | Фрэнк Кардеа, Дана Коэн и Джордж Шенк               | 13 января 2004    | 14,00                  |
| Убит один из технических советников по военно-морскому вооружению. Чтобы найти убийцу специалистам Морской Полиции приходится прибегнуть к спутниковым технологиям. |    |                                            |                       |                                                     |                   |                        |
| 12 | 12 | «Другая левая нога» «My Other Left Foot»   | Джефф Вулнаф          | Джек Бернштейн                                      | 3 февраля 2004    | 10,9                   |
| Бродяга, роясь в помойке, находит человеческую ногу. На ней изображена татуировка, принадлежащая моряку. Тони допытывает Кейт, есть ли у неё татуировки, та отвечает, что есть, но какая и где — не говорит. Исследуя ногу в лаборатории, Даки делает снимки и показывает Гиббсу, что в этой ноге голеностопный сустав из титана, вероятно был заменён из-за травмы, а саму ногу отрезали электропилой. Он узнаёт серийный номер сустава и проверяет его по базе данных, чтобы отыскать врача и человека, которому сустав был установлен. Однако выясняется, что владелец сустава умер 2 года назад. |    |                                            |                       |                                                     |                   |                        |
| 13 | 13 | «Без промаха» «One Shot, One Kill»         | Питер Эллис           | Джиль Грант                                         | 10 февраля 2004   | 13,18                  |
| Двое парней играют в зале игровых автоматов, затем они оба выходят на улицу и проходят мимо конторы, в которой проводится вербовка в морпехи. Они останавливаются, рассматривают плакаты и входят. Сидящий за столом сержант Альварес рассказывает им, куда те могут попасть после службы, но не в Ирак, потому что к моменту окончания обучения военные действия в Ираке уже прекратятся. В этот момент его убивают выстрелом с улицы. |    |                                            |                       |                                                     |                   |                        |
| 14 | 14 | «Добрый самаритянин» «The Good Samaritan»  | Алан Леви             | Джек Бернштейн                                      | 17 февраля 2004   | 13,5                   |
| Проезжая ночью по мосту, мужчина останавливается возле припаркованной машины, в которой сидит женщина. Она говорит ему, что машина заглохла, и тот предлагает посмотреть, в чём дело. Он говорит, что работает дантистом на военной базе неподалёку, показывает документы, но хозяйка машины открывает окно и убивает его выстрелом из пистолета. Следом появляются два таких же трупа. Все понимают, что это серийные убийства. |    |                                            |                       |                                                     |                   |                        |
| 15 | 15 | «Загадка» «Enigma»                         | Томас Дж. Райт        | Джон Келли                                          | 24 февраля 2004   | 12,4                   |
| Полковник Уилл Райан требует от какого-то парня сказать, где находятся деньги. Когда склад, на котором они находятся, окружают, Райан исчезает. Его обвиняют в том, что он перехватил три пакета с деньгами и отправил их в США, но пакетов на самом деле было четыре. В кабинете директора Гиббс,Тони и Кейт узнают, что три недели назад полковник Райан исчез, а вместе с ним исчезли и три миллиона долларов, которые перевозили на машине. На машину напали, шофёр был убит, а Райан и деньги исчезли. Директор даёт Гиббсу задание найти Райана и доставить его в NCIS.                        |    |                                            |                       |                                                     |                   |                        |
| 16 | 16 | «Кошмар» «Bête Noire»                      | Питер Эллис           | Дональд П. Беллисарио                               | 2 марта 2004      | 12,8                   |
| Даки приходит в морг и говорит своему помощнику Джеральду, что из посольства Израиля им доставили труп, который надлежит вскрыть. Они готовят все необходимые инструменты, а когда подходят к пластиковому мешку и открывают его, то внутри оказывается живой человек с пистолетом. Он приказывает им погасить свет. |    |                                            |                       |                                                     |                   |                        |
| 17 | 17 | «Правда и ложь» «The Truth Is out There»   | Деннис Смит           | Джек Бернштейн                                      | 16 марта 2004     | 13,29                  |
| В ночном клубе парень продирается сквозь толпу тусующейся молодёжи к туалету. Справляя нужду, он внезапно замечает, что на него капает кровь. Парень отходит, и откуда-то сверху падает труп в форме. |    |                                            |                       |                                                     |                   |                        |
| 18 | 18 | «Беглый пехотинец» «UnSEALed»              | Питер Эллис           | Томас Моран                                         | 6 апреля 2004     | 10,5                   |
| Спящие супруги в самом обычном доме внезапно слышат какой-то шум. Муж берёт ружьё и идёт посмотреть, в чём там дело, а жена остаётся в постели. Через мгновение в углу комнаты появляется какой-то парень и приказывает ей лечь на живот и не смотреть, и тогда она останется в живых. Он крадёт из шкафа одежду и исчезает так же быстро, как появился здесь. |    |                                            |                       |                                                     |                   |                        |
| 19 | 19 | «Послание с того света» «Dead Man Talking» | Деннис Смит           | Фрэнк Кардеа и Джордж Шенк                          | 27 апреля 2004    | 11,64                  |
| На базе срабатывает сигнализация. Двое охранников думают, что это снова что-то проверяют, и никто не хочет идти её проверять. В этот момент на первом этаже останавливается лифт, двери открываются, и на полу лежит труп агента Криса Паччи. |    |                                            |                       |                                                     |                   |                        |
| 20 | 20 | «Пропавшие» «Missing»                      | Джефф Вулнаф          | Джон Келли                                          | 4 мая 2004        | 10,13                  |
| В баре морской пехотинец Билл Атлас беседует с репортёром за столиком. Официантка разносит напитки, подходит к ним. Звонит сотовый, и Билл выходит из бара через чёрный ход. На крыльце он останавливается, достаёт зажигалку и сигарету. Внезапно у него начинает кружиться голова, он падает на землю. Последнее, что видит Билл — это скелет в тёмном канализационном коллекторе. |    |                                            |                       |                                                     |                   |                        |
| 21 | 21 | «Двойственное решение» «Split Decision»    | Терренс О’Хара        | Боб Гукин                                           | 11 мая 2004       | 11,07                  |
| Несколько парней строят трамплин для катания на скейте. Рядом со скейтом они мастерят пусковое устройство, похожее на рогатку. Один из них собирается поставить свой рекорд и полететь, но когда его запускают, он летит совсем не туда, пролетает мимо мишени и падает на землю рядом с трупом, наколотым на деревянный колышек. |    |                                            |                       |                                                     |                   |                        |
| 22 | 22 | «Слабое звено» «A Weak Link»               | Алан Леви             | Джек Бернштейн                                      | 18 мая 2004       | 10,39                  |
| Группа морпехов высаживается из вертолёта в каньоне. Проводятся учения, и они спускаются с горы. Когда все спускаются вниз, карабин у одного из них лопается, и он падает с высоты и разбивается о землю. |    |                                            |                       |                                                     |                   |                        |
| 23 | 23 | «Пробуждение» «Reveille»                   | Томас Дж. Райт        | Дональд П. Беллисарио                               | 25 мая 2004       | 10,86                  |
| Гиббсу снится, как он ещё раз приходит в морг к Даки, открывает мешок для трупов и видит там тело, а террорист стоит в другом углу. Эбби и МакГи подходят к спящему за столом Гиббсу и решают, будить его или нет. Наконец, тот сам просыпается не в лучшем расположении духа и идёт за кофе. |    |                                            |                       |                                                     |                   |                        |